# نيدوم أونوها
شينودوم أونوها (بالإنجليزية: Nedum Onuoha)‏، من مواليد 12 نوفمبر 1986 في واري في نيجيريا، لاعب كرة قدم إنجليزي.
و قد بدأ مسيرته الكروية مع نادي مانشستر سيتي في عام 2004، وهو لعب معهم حتى موسم 2011

## روابط خارجية
- نيدوم أونوها على موقع الدوري الأمريكي (الإنجليزية)
- نيدوم أونوها على موقع قاعدة بيانات كرة القدم.إي يو (الإنجليزية)
- نيدوم أونوها على موقع بيانات كرة القدم. دي إي (الألمانية)
- نيدوم أونوها على موقع Soccerbase.com (لاعب) (الإنجليزية)
- نيدوم أونوها على موقع Soccerway.com (الإنجليزية)
- نيدوم أونوها على موقع عالم كرة القدم.نت (الإنجليزية)
- نيدوم أونوها على موقع كووورة